# Mii-dera

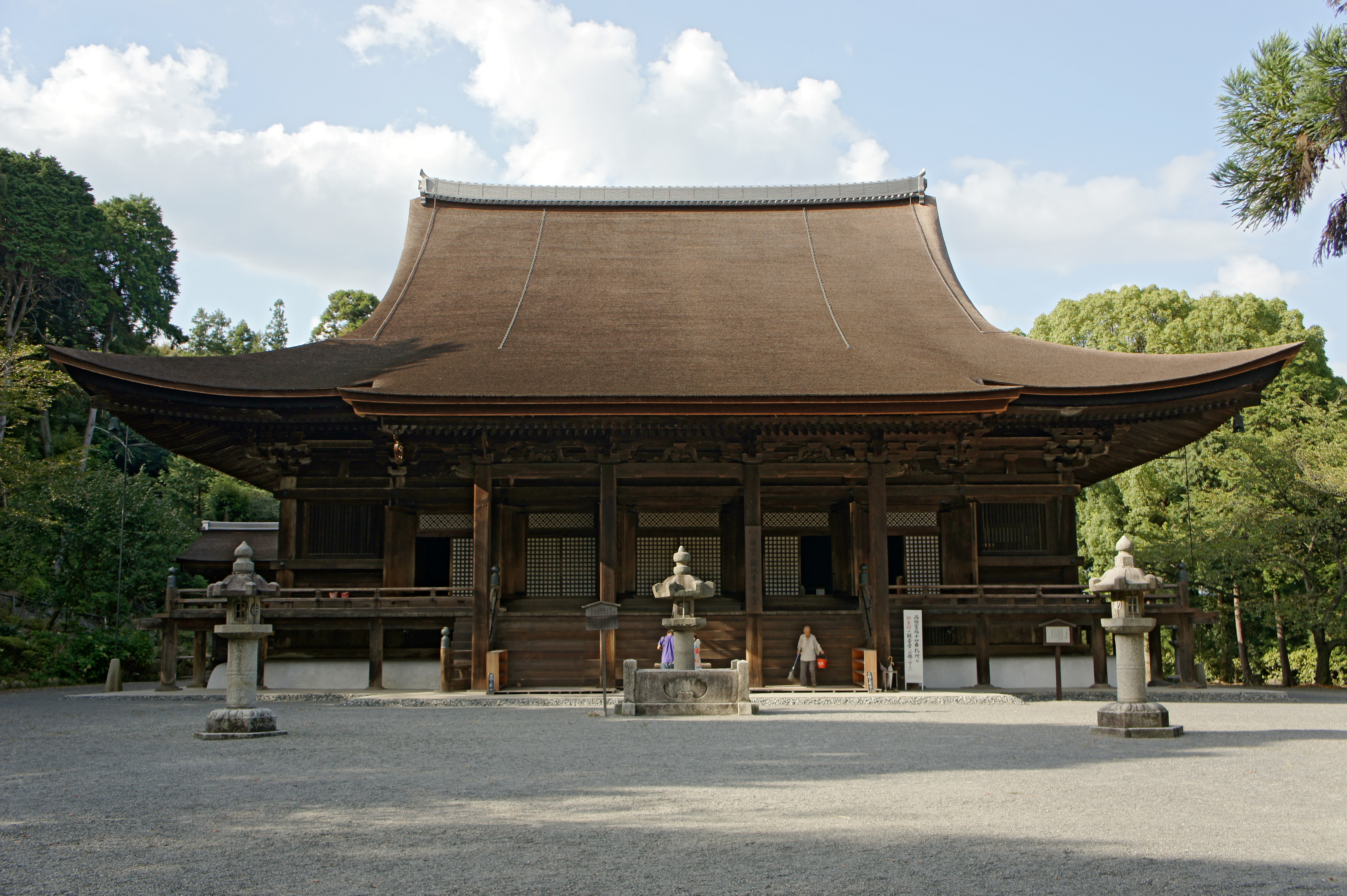
Salão Dourado (Tesouro Nacional do Japão)

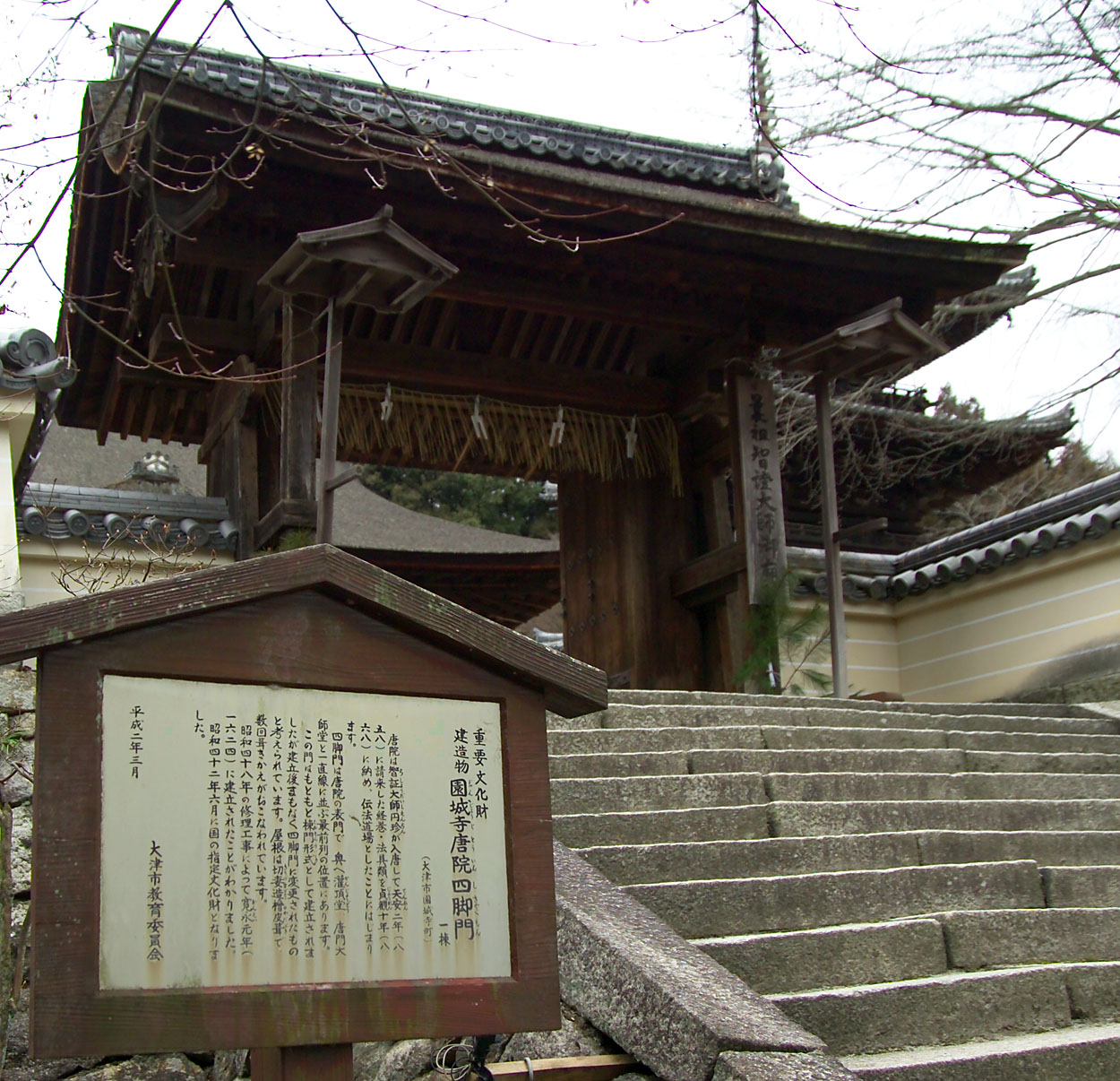
O Shikyaku-mon, o Portão das Quatro Patas.

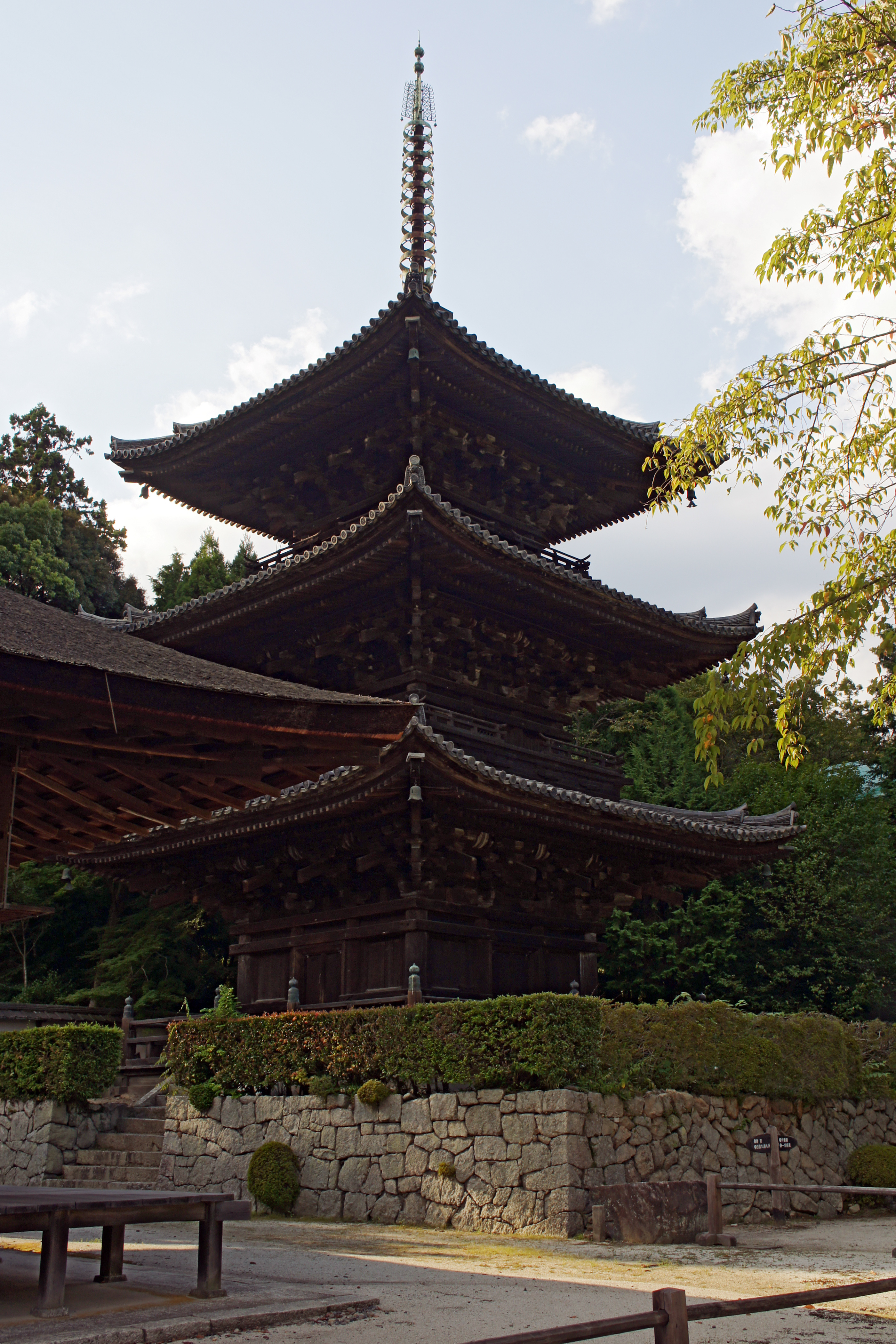

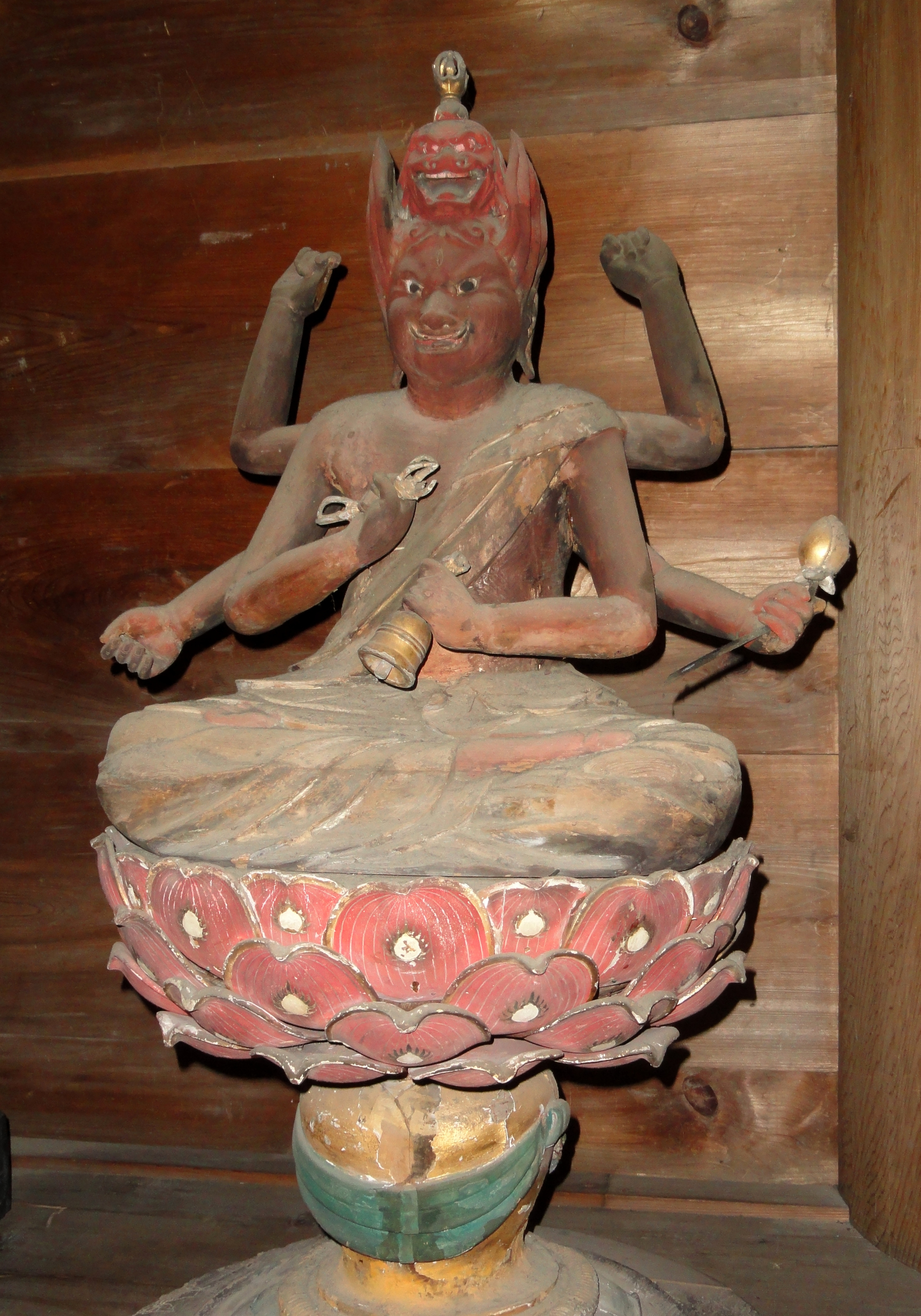

Mii-dera (三井寺,御井寺), formalmente chamado Onjo-ji (园城寺) , é um templo budista localizado no sopé do Monte Hiei, na cidade de Ōtsu, na província de Shiga. Localizado a uma curta distância tanto de Kyoto, quanto do Lago Biwa, o maior lago do Japão. É o principal templo da seita Tendai Jimon, muito parecido com seu templo irmão Enryaku-ji, no topo da montanha, e é um dos quatro maiores templos no Japão. Ao todo, são 40 edifícios no complexo do templo de Mii-dera.

## História

### Fundação e Rixas
Onjo-ji foi fundada no início do Período Heian. O templo foi fundado em 672 após uma disputa sobre sucessão imperial. O Imperador Tenji morreu, e seu filho foi morto pelo irmão de Tenji, que foi entronizado como Imperador Temmu. Temmu fundou Onjo-ji, em homenagem e memória de seu irmão. O nome Mii-dera, literalmente Templo dos Três Poços, apareceu cerca de dois séculos mais tarde. Dado por Enchin (Chisho Daishi), um dos primeiros abades da Seita Tendai. O nome deriva das nascentes do templo que eram utilizadas para o banho ritual dos recém-nascidos, e em homenagem aos imperadores Tenji, Temmu e a Imperatriz Jito, que contribuíram para a fundação do templo. Hoje, o Kondo, ou Salão Nobre, abriga uma fonte de água sagrada (Akaiya). Sob orientação de Enchin, desde 859 até sua morte em 891, Mii-dera ganhou poder e importância, tornando-se (juntamente com Tōdai-ji , Kofuku-ji, e Enryaku-ji), um dos quatro templos principais encarregados da orientação espiritual e proteção da capital. Foi durante este tempo também que Enryaku-ji e Mii-dera se separaram um do outro, no desenvolvimento de dois ramos da Seita Tendai, chamada Jimon e Sammon. Para a maioria, esta foi mais uma rivalidade geográfica do que um cisma ideológico, mas as diferenças se tornaram mais intensas, principalmente após morte de Enchin.
A rivalidade se tornou violenta na segunda metade do Século X, numa luta por conquistar a vantagem de realizar cerimoniais oficiais com outros templos. O ZaSu (chefe do templo) de Enryaku-ji em 970 formou o primeiro exército permanente a ser recrutado por um grupo religioso. Mii-dera criou o seu logo depois. Em 989, um ex-abade de Mii-dera chamado Yokei se tornou abade de Enryaku-ji, mas nenhum dos monges de Enryaku-ji queria realizar serviços sob sua direção. E logo ele renunciou. Mas em 993, os monges de Mii-dera se vingaram, destruindo um templo onde Ennin, fundador da Seita Sammon de Enryaku-ji, vivera. Os monges de Enryaku-ji revidaram, destruindo mais de 40 lugares Ligados a Enchin. No final, mais de 1.000 monges da Seita Jimon de Enchin se transferiram para Mii-dera, cimentando a divisão entre as duas seitas. Ao longo dos Séculos X, XI e XII, continuaram a ocorrer incidentes semelhantes, sobre a nomeação de abades (ZaSu), envolvendo muitos Sohei, ou monges guerreiros. Mii-dera foi queimada até o chão pelos Sohei de Enryaku-ji quatro vezes  só no Século XI. Havia, no entanto, momentos em que os dois grupos se uniam contra um inimigo comum, incluindo um ataque ao Kofuku-ji, em Nara, em 1081 (para vingar a queima do Mii-dera por monges de Kofuku-ji), e outro ataque conjunto a Nara, em 1117.

### As Guerras Genpei
No final do Século XII, as atenções dos monges do Monte Hiei estavam voltadas para um conflito maior: as Guerras Genpei. Os Taira e os Minamoto apoiavam candidatos diferentes ao Trono do Crisântemo, os Minamoto apoiavam o Príncipe Mochihito, que em junho de 1180 foi levado a Mii-dera, para protegê-lo  dos samurais Taira. Mii-dera pediu apoio a Enryaku-ji, mas este foi negado. Os monges do Mii-dera se juntaram ao exército Minamoto, e fugiram para o Byōdō-in, uma vila do clã Fujiwara, que foi transformada em mosteiro pelos monges Mii-dera. (Ver Primeira Batalha de Uji). Irritado com a aliança Mii-dera / Minamoto, Taira no Kiyomori ordenou a destruição de Mii-dera, e de muitos dos templos de Nara. (Ver Cerco de Nara.) Os monges de Mii-dera aparecem mais uma vez nas Guerras Genpei, lutando ao lado de simpatizantes dos Taira contra Minamoto no Yoshinaka, que invadiu Kyoto em 1184, incendiando o Palácio Hōjūjidono e sequestrando o Imperador Go-Shirakawa.
Após a Segunda Guerra Genpei, houve um longo período de relativa paz, onde os templos de Kyoto e Nara, incluindo o Mii-dera, foram reconstruídos. Quando os templos recuperaram sua força, as rivalidades reapareceram entre Mii-dera e Enryaku-ji, embora com pouca ou nenhuma violência. Em 1367, quando um novato de Mii-dera foi morto em uma barreira de pedágio do templo de Nanzen-ji, Os monges guerreiros de Mii-dera procuraram atacar Nanzen-ji, quando o Shogun enviou forças para conter a rebelião, descobriu que os monges de Mii-dera eram apoiados  por sohei de Enryaku-ji e de Kofuku-ji. Um ano após, uma outra batalha entrou em erupção, e novamente contra  Nanzen-ji, e novamente os monges de Mii-dera, junto com seus aliados, derrotaram as forças do Shogun mais uma vez.

### Período Sengoku e além
No final do Século XVI, Mii-dera, em conjunto com muitos dos outros templos próximos, procuraram alianças, tanto defensivas como ofensivas. Os territórios dos clãs Asai e Asakura estavam mais próximos ao Monte Hiei, mas essas famílias, assim como muitos outros templos aliados, eram rivais de Oda Nobunaga. Estas duas famílias sofreram pesadas derrotas nas mãos de Nobunaga e seu chefe general Toyotomi Hideyoshi, assim, em 1571, procuraram uma aliança mais forte com os templos. Nesse mesmo ano, Nobunaga foi encarregado de destruir tudo no Monte Hiei, começando com a cidade de Sakamoto ao pé da montanha, até Enryaku-ji na cúpula. Grande parte de Mii-dera foi destruído, seus monges guerreiros fracassaram em resistir ao exército altamente treinado de Nobunaga.
Após esses ataques, aos monges do Monte Hiei foram finalmente concedidos indultos, e puderam reconstruir novamente seus templos. Mii-dera nunca foi atacado ou destruído desde então.

## Salões e Tesouros
Dentro do Kondo e Hondo (Salão Principal e Salão do Buddha) de Mii-dera, há pelo menos seis estátuas de Buda, incluindo as que pertenciam a vários imperadores, incluindo a do Imperador Tenji, Kariteimo, que só é mostrada em raras ocasiões, bem como uma grande estátua do Miroku (Maitreya) Buda no centro do salão. O Kondo foi construído em 1599, substituindo o original, construído em 672 e destruído por Taiko Hideyoshi Toyotomi. Mii-dera também tem um Kannon-do, construído em 1072, um salão dedicado a Kannon, Bodhisattva da Compaixão. Mii-dera é o décimo quarto templo em uma peregrinação de 33 templos dedicados a Kannon em Kansai.